# 1993 HH7
1993 HH7 är en asteroid i huvudbältet som upptäcktes den 24 april 1993 av den belgiske astronomen Henri Debehogne vid La Silla-observatoriet.
Den har en diameter på ungefär 3 kilometer.